# 五十川健一
五十川 健一（いそがわ けんいち、1981年12月8日 - ）は、ポジトロン に所属する日本のアートディレクター、グラフィックデザイナー。主にロゴデザインやパッケージデザインを中心に活躍する。
グッドデザイン賞2009受賞。第49回JPC2010経済産業大臣賞受賞。日本パッケージデザイン大賞2011銀賞受賞。兵庫県出身。法政大学卒業。

## 主な仕事

### パッケージデザイン
- 「Fit's」ガム（ロッテ）
- 「OXY」男性用化粧品（ロート製薬）
- 「コパン」菓子（明治製菓）
- 「ippo!」文具（トンボ鉛筆）

### CI、ロゴデザイン
- 「PAPER WALL、PAPER WALL CAFE」（オリオン書房）CI計画グラフィックデザイン全般
- 「irving place」（heads）ロゴデザイン

### マーチャンダイズデザイン
- 吉本興業のお笑いタレントのマーチャンダイズデザイン。